# Acalypha guatemalensis
Acalypha guatemalensis es una especie de planta perteneciente a la familia Euphorbiaceae.

## Descripción
Es una hierba perennifolia, erecta, que alcanza un tamaño de hasta de 1 m de alto, simple o ramificada, vellosa cuando joven. Hojas ovaladas, alargadas, membranosas, bordes festoneados, de 4 - 7 cm de largo, membranosas, agujereadas por insectos o protuberancias rojizas. Las flores numerosas en racimos rojo obscuro, densas, en espigas auxiliares, y terminales, de 4 - 5 cm de largo, pedunculadas  o subsésiles. Semillas ovoides, suaves.

## Distribución
Nativa de Guatemala y Honduras. 

## Propiedades
En Guatemala se vende como medicina, en ramas con hojas. El cocimiento de la planta se usa como tónico y diurético.  Por vía oral se usa para tratar afecciones gastrointestinales (amebiasis, cólico, diarrea, disentería, estreñimiento, gastritis, inflamación) alergia, cáncer, dolor de cabeza y menstrual, enfermedades venereas, reumatismo, pielonefritis, resfrío y dolores del cáncer.
- Por vía tópica la  decocción se usa en compresas, lavados y emplasto para tratar afecciones a la piel (granos, llagas, pie de atleta, piodermia[15][9][6][8][11][13] y en lavados para vaginitis,[6] picaduras de serpientes y animales ponzoñosos,[16][17] pies cansados,[3][18] heridas y llagas.[19]

- Se le atribuye propiedad antiemética, antiséptica, desinflamante, diurética, y espasmolítica.[12][17]

## Taxonomía
Acalypha guatemalensis fue descrita por   Pax & K.Hoffm.  y publicado en Das Pflanzenreich 147,16(Heft 85): 27. 1924.
Etimología
Acalypha: nombre genérico que deriva del griego antiguo akalephes = ("ortiga"), en referencia a que sus hojas son semejantes a ortigas.
guatemalensis: epíteto geográfico que alude a su localización en Guatemala.